# 常州市戚墅堰实验中学

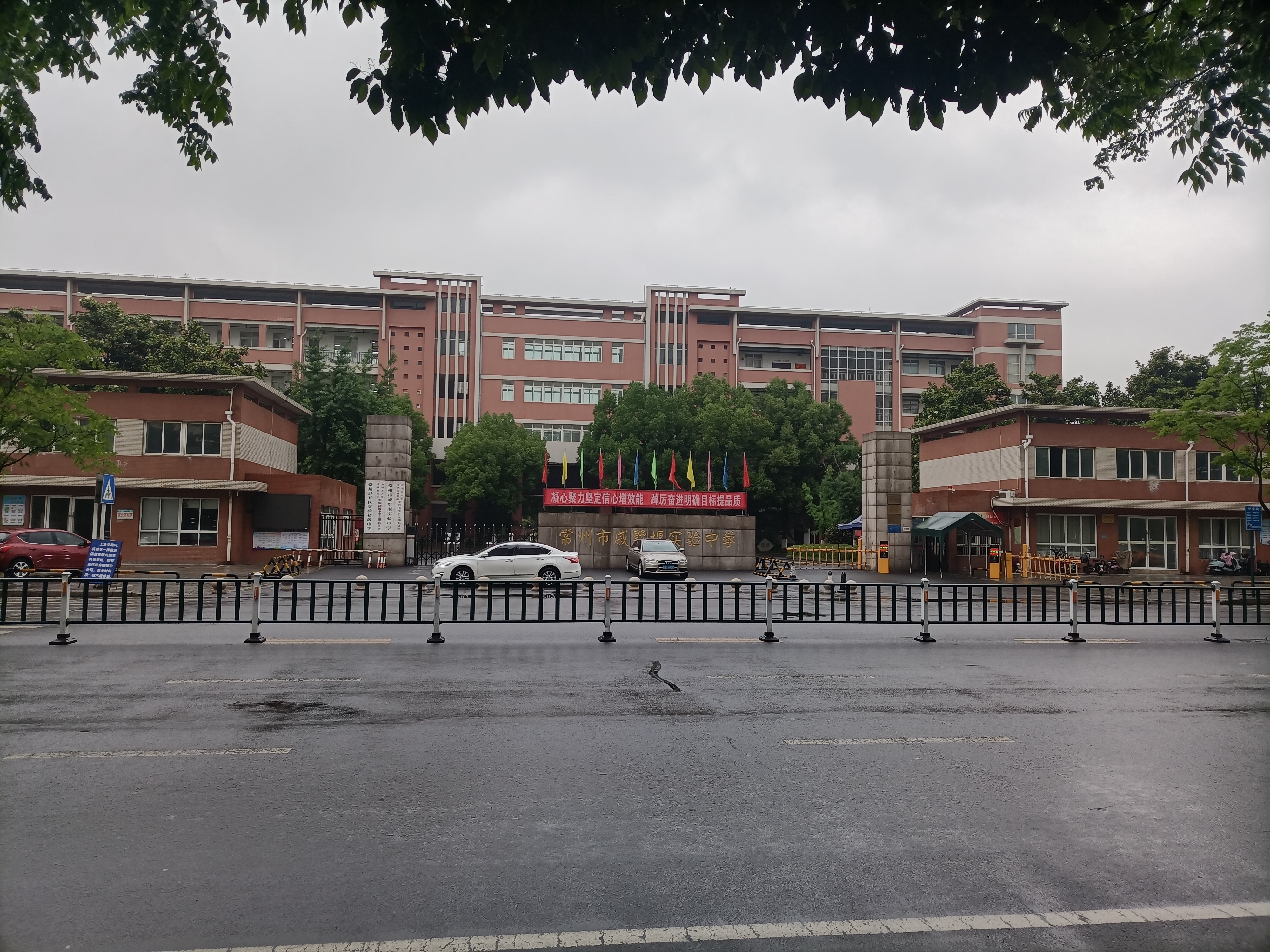
校园正大门

常州市戚墅堰实验中学（英語：Changzhou Qishuyan Experimental Middle School）是一所位于江苏省常州市武进区潞城街道的三星级公立高中，校园地址为丁剑路2号。该校于1953年创办，先后曾隶属于上海铁路局和戚墅堰机车车辆工厂，并于2004年1月转设为前戚墅堰区的唯一一所完全中学。学校紧邻京杭大运河和京沪铁路，距离232省道以西4.3（2.7英里）。